# Muthmannita
La muthmannita és un mineral de la classe dels sulfurs. Rep el seu nom del químic i cristal·lògraf alemany Friedrich Willhelm Muthmann (1861-1913).

## Característiques
La muthmannita és un tel·lurur de fórmula química AuAgTe₂. Cristal·litza en el sistema monoclínic en cristalls tabulars, típicament allargats en una direcció, també com a agregats de fins a 0.2 mm i en grans anhèdrics. A part dels elements de la seva fórmula, pot contenir impureses d'antimoni, plom i sofre. La seva duresa a l'escala de Mohs és 2,5.
Segons la classificació de Nickel-Strunz, la muthmannita pertany a «02.CB - Sulfurs metàl·lics, M:S = 1:1 (i similars) amb Zn, Fe, Cu, Ag, etc.» juntament amb els següents minerals: coloradoïta, hawleyita, metacinabri, polhemusita, sakuraiïta, esfalerita, stil·leïta, tiemannita, rudashevskyita, calcopirita, eskebornita, gal·lita, haycockita, lenaïta, mooihoekita, putoranita, roquesita, talnakhita, laforêtita, černýita, ferrokesterita, hocartita, idaïta, kesterita, kuramita, mohita, pirquitasita, estannita, stannoidita, velikita, chatkalita, mawsonita, colusita, germanita, germanocolusita, nekrasovita, estibiocolusita, ovamboïta, maikainita, hemusita, kiddcreekita, polkovicita, renierita, vinciennita, morozeviczita, catamarcaïta, lautita, cadmoselita, greenockita, wurtzita, rambergita, buseckita, cubanita, isocubanita, picotpaulita, raguinita, argentopirita, sternbergita, sulvanita, vulcanita i empressita.

## Formació i jaciments
La muthmannita creix entremesclada amb cristalls d'altres tel·lururs, especialment de krennerita, en vetes hidrotermals epitermals, i també en menes enriquides per processos secundaris; pot reemplaçar la calaverita.
La muthmannita ha estat trobada a la mina Igarapé Bahia, a Parauapebas (Pará, Brasil), a Sacarîmb, Deva (Província de Hunedoara, Romania), al dipòsit de zinc i coure Gayskoe, a Gay (Orenburgskaya, Rússia) i al dipòsit d'or Zhaishang, al comtat Min (Gansu, República Popular de la Xina).
Sol trobar-se associada a altres minerals com: krennerita, hessita, nagyagita, petzita, pirargirita, sylvanita, calaverita, pirita, esfalerita, altaïta, tetraedrita-tennantita i alabandita.